# Прыжок ангела
«Прыжок ангела» (фр. Le saut de l'ange) — фильм Ива Буассе, сочетающий детективный сюжет и социальную проблематику.

## Сюжет
Главный герой Луи уезжает вместе со своими женой и ребёнком в Таиланд подальше от бандитских войн Марселя. Однажды он узнаёт, что вся его большая семья была уничтожена соперниками, а вскоре наёмные убийцы добираются и до его жены, но он сам с дочерью успевает уйти. Полный гнева и жажды мести, Луи направляется в Марсель, чтобы привести к ответу виновных за смерть его семьи.

## История создания
При работе над картиной «Прыжок ангела» Ив Буассе, как это не раз случалось в его карьере, столкнулся с негласной и прямой цензурой. Съёмкам на Лазурном Берегу препятствовали и официальные, и преступные круги. Как пишет кинокритик Михаил Трофименков, «марсельская полиция и местный криминалитет синхронно предупредили Буассе, что не желают видеть съёмочную группу в „их“ городе. Из Ниццы группе пришлось убраться под давлением коррумпированного мэра Жака Медсена». По требованию цензоров из фильма были удалены эпизоды, разворачивавшиеся на фоне стены с надписью «Медсен — подонок».

## В ролях
- Жан Янн — Луи
- Сента Бергер — Сильвен
- Стерлинг Хейден — Мэйсон
- Раймон Пеллегрен — Диего
- Гордон Митчелл — Анри ДиФуско
- Клод Серваль — Марк Орсини